# Gilberto da Silva

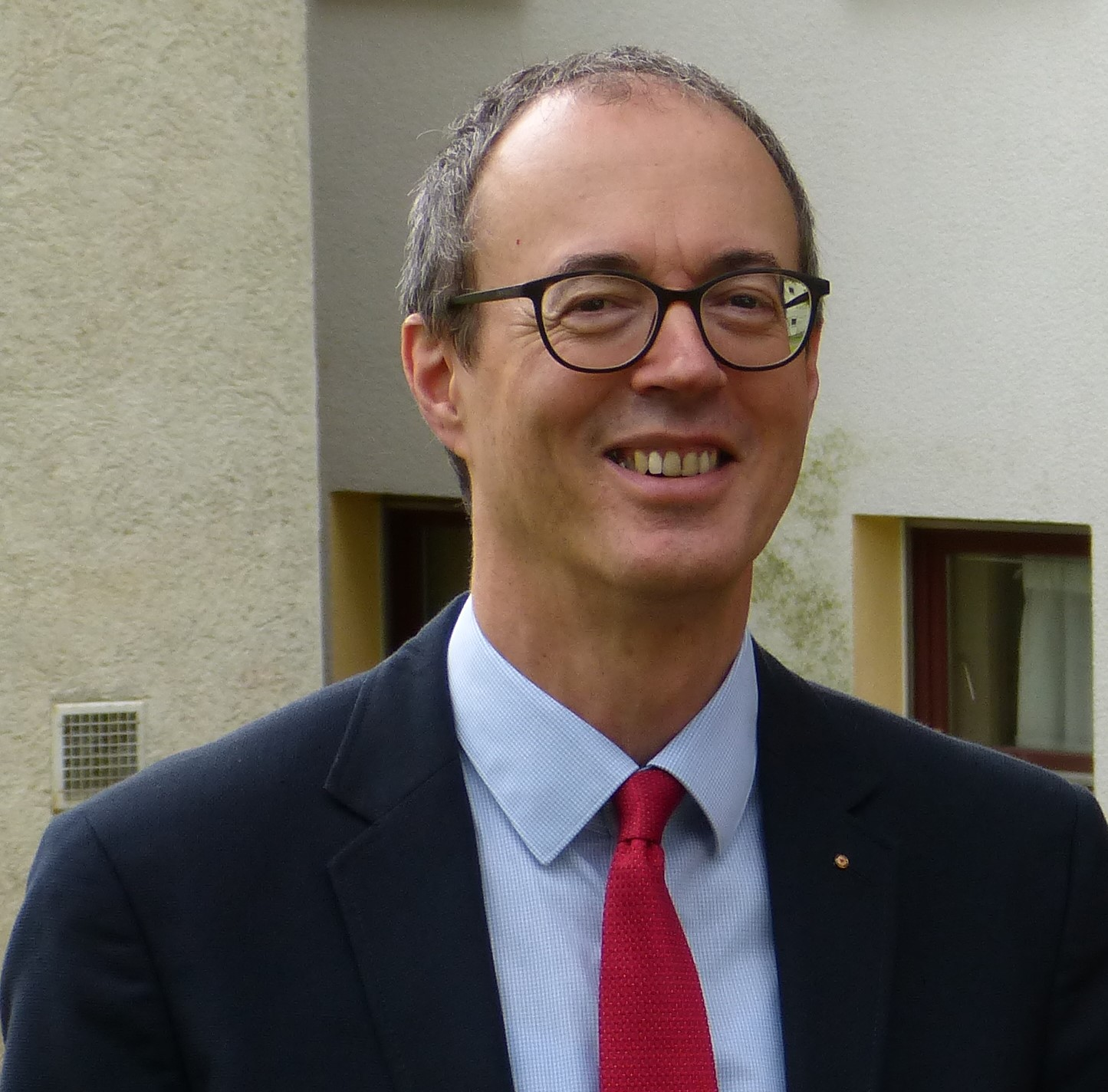
Gilberto da Silva (2021)

Gilberto da Silva (* 1965 in Florianópolis) ist ein brasilianischer lutherischer Theologe und heute Professor für Historische Theologie an der Lutherischen Theologischen Hochschule der Selbständigen Evangelisch-Lutherischen Kirche (SELK) in Oberursel (Taunus). 

## Leben
Er studierte evangelische Theologie in São Leopoldo und Erlangen und Geschichtswissenschaft in Canoas. Nach der Ordination 1992 war er Pfarrer in São Leopoldo und nach seiner Übersiedlung nach Deutschland von 1995 bis 1997 Pfarrer der SELK im Pfarrbezirk Lage-Blomberg. Nach der Promotion 2001 an der Universität Erlangen-Nürnberg war er an der Lutherischen Theologischen Hochschule Oberursel der SELK von 2002 bis 2003 Lehrstuhlvertreter für Systematische Theologie, von 2003 bis 2008 Dozent für Historische Theologie und lehrt seit 2008 als Professor für Historische Theologie.
Seine Forschungsschwerpunkte sind Missions- und Religionsgeschichte, Spätmittelalter und Reformation und Geschichte selbständiger evangelisch-lutherischer Kirchen in Deutschland.
Da Silva ist Leiter des zentralen Kirchenarchivs der SELK in Oberursel. Als Vertreter der SELK vertritt er seine Kirche als Gastmitglied im Ökumenischen Studienausschuss des Deutschen Nationalkomitees der Lutherischen Weltbundes. Er ist Mitglied in der Deutschen Gesellschaft für Missionswissenschaft, im Beirat des Vereins für Freikirchenforschung und im Verband der Historiker und Historikerinnen Deutschlands. 
Da Silva ist verheiratet, das Ehepaar hat drei Kinder. 

## Schriften (Auswahl)
- Am Anfang war das Opfer. René Girard aus afroindiolateinamerikanischer Perspektive (= Beiträge zur Missionswissenschaft und interkulturellen Theologie. Band 16). LIT-Verlag, Hamburg 2001, ISBN 3-8258-5469-8 (zugleich Dissertation, Erlangen 2001).
- Encontro de mundos. O imaginário colonial brasileiro refletido nos sermões do Padre Antônio Vieira. Editora da ULBRA, Canoas 2006, ISBN 85-7528-137-2.
- als Herausgeber mit Werner Klän: Quellen zur Geschichte selbstständiger evangelisch-lutherischer Kirchen in Deutschland. Dokumente aus dem Bereich konkordienlutherischer Kirchen (= Oberurseler Hefte Ergänzungsbände 6). Edition Ruprecht, Göttingen 2010, ISBN 978-3-7675-7138-9.
- als Herausgeber mit Stefan Süß: Und es geschah doch 19 Jahre später ... Der Beitritt der Evangelisch-Lutherischen (altlutherischen) Kirche in der ehemaligen DDR zur Selbständigen Ev.-Luth. Kirche 1991 (= Oberurseler Hefte. Heft 51). Lutherische Theologische Hochschule, Oberursel 2011, ISBN (falsch) 978-3-921613-52-3.
- als Herausgeber mit Werner Klän: Die Leuenberger Konkordie im innerlutherischen Streit. Internationale Perspektiven aus drei Konfessionen (= Oberurseler Hefte Ergänzungsbände 9). Edition Ruprecht, Göttingen 2012, ISBN 3-8469-0100-8.
- als Herausgeber mit Werner Klän: Lutherisch und selbstständig. Einführung in die Geschichte selbstständiger evangelisch-lutherischer Kirchen in Deutschland. Edition Ruprecht, Göttingen 2012, ISBN 978-3-8469-0106-9.
- als Herausgeber mit Werner Klän: Mission und Apartheid. Ein unentrinnbares Erbe und seine Aufarbeitung durch lutherische Kirchen im südlichen Afrika (= Oberurseler Hefte Ergänzungsbände 13). Edition Ruprecht, Göttingen 2013, ISBN 3-8469-0132-6.
- als Herausgeber mit Christoph Barnbrock: „Die einigende Mitte“. Theologie in konfessioneller und ökumenischer Verantwortung. Festschrift für Werner Klän (= Oberurseler Hefte Ergänzungsbände 20). Edition Ruprecht, Göttingen 2018, ISBN 3-8469-0298-5.